# 히토요시역
히토요시역(일본어: 人吉駅)은 일본 구마모토현 히토요시시에 위치한 규슈 여객철도 · 구마가와 철도의 철도역이다. 구마가와 철도에서는 히토요시온센역(일본어: 人吉温泉駅)이란 이름으로 사용하고 있다. JR 규슈 히사쓰 선의 소속 철도역이며, 이 역을 기점으로 하는 구마가와 철도 유노마에 선 등 2개의 노선을 운영 중이다. 단선 · 섬식의 형태를 합친 3면 5선 구조의 복합 승강장을 갖춘 지상역이다.

## 타는 곳
| 1     | ■ 히사쓰 선   | (상행)    | 야쓰시로 · 구마모토 방면            |                                                                                              |
| 2 · 3 | ■ 히사쓰 선   | (상·하행) | 야쓰시로 · 구마모토 · 요시마쓰 방면 | 일부 상행 열차는 2번 및 3번 승강장을, 야쓰시로 방면으로의 도착 열차 일부는 3번 승강장을 사용 |
| 4 · 5 | ■ 유노마에 선 |           | 유노마에 방면                       |                                                                                              |

## 이용 현황
- 구마가와 철도

| 승차 인원 추이 | 승차 인원 추이 |
| 연도           | 1일 평균       |
| -------------- | -------------- |
| 2006           | 526            |
| 2007           | 499            |
| 2008           | 511            |
| 2009           | 510            |
| 2010           | 504            |
| 2011           | 464            |
| 2012           | 502            |
| 2013           | 477            |

## 역 주변
- 무라야마 공원
- 히토요시 시청
- 구마가와 철도 본사

## 인접 역
| 규슈 여객철도 히사쓰 선           | 규슈 여객철도 히사쓰 선                 | 규슈 여객철도 히사쓰 선      |
| --------------------------------- | --------------------------------------- | ---------------------------- |
| 와타리 구마모토 · 신야쓰시로 방면 | ■ 가고시마 본선 직통 쾌속 ■ SL 히토요시 | 시·종착역                    |
| 와타리 구마모토 방면              | ■ 이사부로 · 신페이                     | 오코바 요시마쓰 방면         |
| 니시히토요시 야쓰시로 방면        | ■ 보통                                  | 규센도 하야토 방면           |
| 구마가와 철도 유노마에 선         |                                         |                              |
| 시·종착역                         | ■ 유노마에 선                           | 사가라한간조지 유노마에 방면 |